# St John Fisher Catholic High School (Peterborough)
Le ’’Saint John Fisher Catholic High School’’, anciennement connu sous le nom de St John Fisher RC School, est une école secondaire situé à Peterborough, Cambridgeshire (Royaume-Uni).